# Jonathan Lacourt
Jonathan Lacourt (ur. 17 sierpnia 1986 w Awinionie) – francuski piłkarz występujący na pozycji pomocnika.

## Kariera klubowa
Lacourt jest wychowankiem klubu CFP Castelmaurou, a w 2001 roku przeszedł do młodzieżowej drużyny RC Lens. Do jego pierwszej drużyny, wówczas występującej w Ligue 1 został włączony w sezonie 2005/2006. W Ligue 1 zadebiutował 30 lipca 2005 w przegranym 0:2 meczu z FC Nantes. W debiutanckim sezonie 2005/2006 w lidze zagrał dziewięć razy. Zaliczył także dwa występy w Pucharze UEFA, który jego klub zakończył na 1/16 finału. W następnym sezonie wystąpił trzy razy w Ligue 1, a także dwa razy w Pucharze UEFA, po czym w październiku 2006 przeszedł na wypożyczenie do drugoligowego Troyes AC. Rozegrał tam szesnaście spotkań, a po zakończeniu sezonu powrócił do Lens. Tam spędził jeszcze jeden sezon, na którego koniec zajął z klubem 18. miejsce i spadł z nim do drugiej ligi, po czym odszedł z klubu. W sumie przez trzy lata wystąpił dla Lens w 29 meczach Ligue 1.
W lipcu 2008 za milion euro trafił do pierwszoligowego Valenciennes FC. Pierwszy ligowy mecz rozegrał tam 23 sierpnia 2008 przeciwko FC Lorient (3:1), zaś 17 lutego 2009 w wygranym 2:0 spotkaniu z SM Caen strzelił swojego pierwszego gola w Ligue 1. 21 marca 2009 podczas zremisowanego 0:0 ligowego pojedynku ze Stade Rennais, doznał złamania kości piszczelowej i strzałkowej po faulu Kadera Mangane. Kontuzję leczył do września 2010, jednakże w barwach Valenciennes nie rozegrał już żadnego spotkania i po zakończeniu sezonu 2010/2011 odszedł z klubu.
W styczniu 2012 podpisał kontrakt z drugoligowym zespołem LB Châteauroux, w którego barwach zagrał w trzech ligowych meczach. Po sezonie 2011/2012 przeszedł do trzecioligowego klubu Amiens SC, w którym spędził kolejny sezon. Następnie był graczem piątoligowego US Albi, a w 2014 roku przeszedł Nîmes Olympique, grającego w drugiej lidze. W 2016 roku zakończył tam karierę.
W Ligue 1 rozegrał 64 spotkania i zdobył 2 bramki.

## Kariera reprezentacyjna
W 2006 roku Lacourt rozegrał pięć spotkań w reprezentacji Francji U-20.